# Everett Peck
Everett Peck (9 de outubro de 1950 - 14 de junho de 2022) foi um ilustrador, cartunista e animador estadunidense. É mais conhecido por ser criador da série Duckman.

## Carreira
Além da série de desenho animado Duckman, personagem de quadrinhos criada por ele mesmo, que um tempo depois viraria um desenho animado para o extinto canal Locomotion, Everett Peck também escreveu histórias para o desenho Rugrats e para o filme Jumanji.
Everett Peck  também criou para o Cartoon Network, a série Squirrel Boy (no Brasil, Andy e seu esquilo) que estreou no dia 14 de julho de 2006 nos Estados Unidos.